# Durabilité et gestion de l'environnement
Durabilité et gestion de l'environnement impliquent la gestion des océans, des circuits d'eau douce, de la terre et de l'atmosphère, selon les principes de durabilité, à l'échelle mondiale.
Les changements d'utilisation du sol sont marquants pour le fonctionnement de la biosphère car les modifications des proportions relatives des terres accaparées par l'urbanisation, l'agriculture, ou laissées aux forêts, aux bois, aux prairies et aux pâturages ont un effet conséquent sur les cycles biogéochimiques mondiaux de l'eau, du carbone et de l'azote. La gestion de l'atmosphère terrestre implique l'étude de tous les aspects du cycle du carbone pour identifier les opportunités de lutte contre le changement climatique d'origine humaine, ce qui est devenu une tendance majeure de la recherche scientifique, en raison des effets catastrophiques potentiels sur la biodiversité et les communautés humaines. Les tracés de circulation océanique ont une forte influence sur le climat et la météorologie et, à leur tour, sur la sécurité alimentaire humaine et des autres organismes.

## Atmosphère
- Changement climatique

En mars 2009, lors d'une réunion du Conseil sur le Climat de Copenhague (en), 2 500 experts du climat de 80 pays ont publié une déclaration liminaire selon laquelle il n'y a désormais « aucune excuse » pour ne pas agir sur le réchauffement climatique et sans objectifs solides de réduction des émissions de carbone, des changements climatiques « brutes ou irréversibles » peuvent se produire et « seront très difficiles à gérer pour les sociétés contemporaines ». La gestion de notre atmosphère implique désormais la quantification de tous les aspects du cycle du carbone afin d'identifier les opportunités de lutte contre le changement climatique induit par l'homme, ce qui est devenu un axe majeur de la recherche scientifique en raison des menaces d'effets catastrophiques sur la biodiversité et les communautés humaines.
Les autres impacts de l'activité humaine sur l'atmosphère sont la pollution de l'air dans les villes, les polluants, dont les produits chimiques toxiques comme les oxydes d'azote, les oxydes de soufre, les composés organiques volatils et les particules en suspension dans l'air qui produisent le smog photochimique et les pluies acides, et les chlorofluorocarbures qui dégradent la couche d'ozone. Les particules anthropiques telles que les aérosols de sulfate dans l'atmosphère réduisent l'irradiance directe et la réflectance (albédo) de la surface de la Terre. Cette diminution appelée gradation globale, est estimée à environ 4 % entre 1960 et 1990, avant que la tendance ne se soit inversée. L'assombrissement de l'atmosphère peut avoir perturbé le cycle global de l'eau en réduisant l'évaporation et les précipitations dans certaines régions. Il crée également un effet de refroidissement qui peut avoir partiellement occulté l'effet des gaz à effet de serre sur le réchauffement climatique.

## Océans
- Surpêche

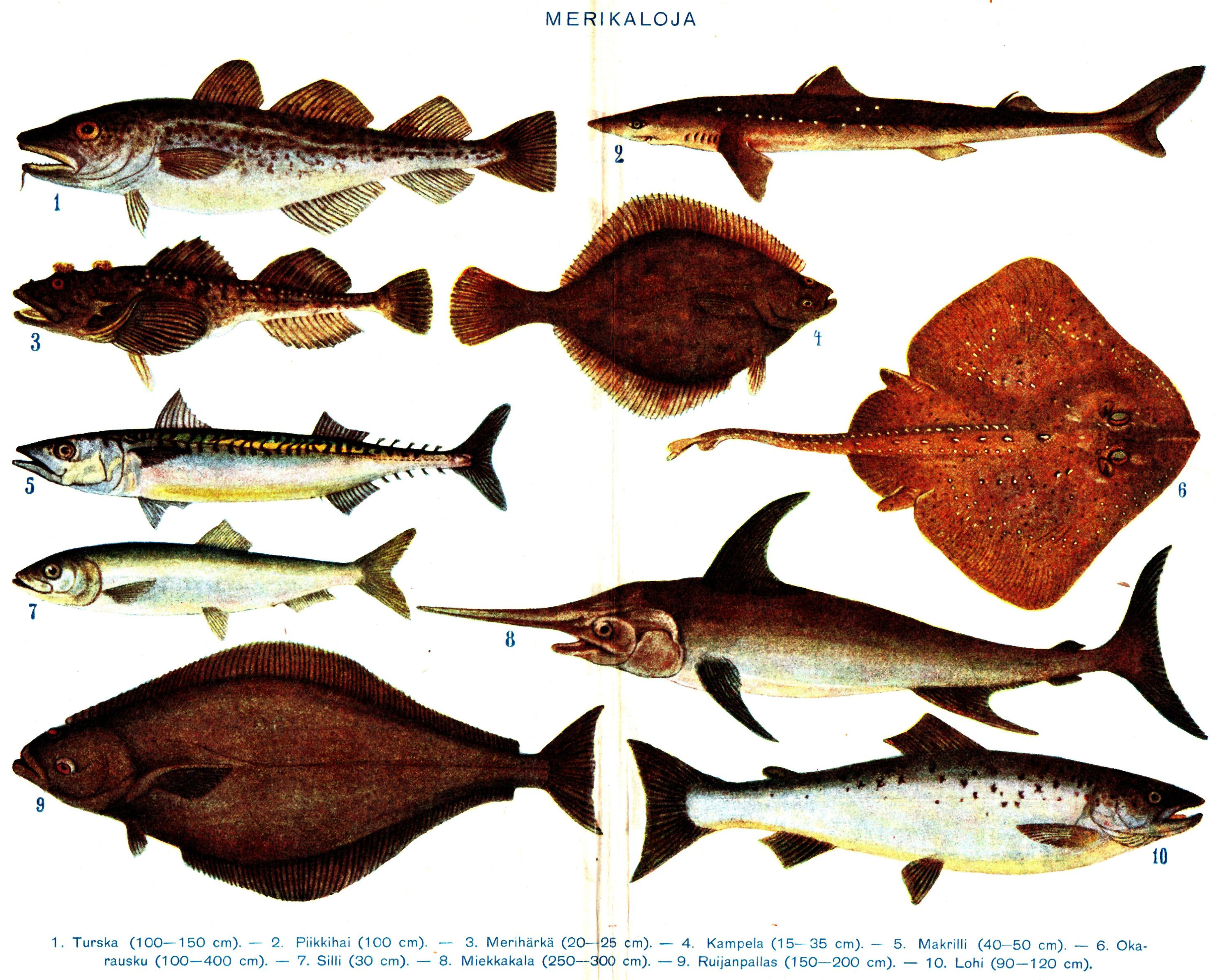
Sélection de poissons d'eau salée du monde

Les réseaux de circulation océanique ont une forte influence sur le climat et la météorologie et conséquemment sur la sécurité alimentaire humaine et des autres organismes. Les scientifiques ont prévenu de la possibilité, sous l'influence du changement climatique, d'une altération soudaine des schémas de circulation des courants océaniques qui pourraient modifier radicalement le climat dans certaines régions du globe. Les principaux impacts des humains sur l'environnement se produisent dans les régions les plus habitables des franges océaniques - les estuaires, le littoral et les baies. La population y résidant est estimée à 8,5 % soit environ 600 millions de personnes, vivant dans des zones basses vulnérables à l'élévation du niveau de la mer. Les préoccupations qui nécessitent une gestion comprennent  la surpêche (au-delà des niveaux durables), le blanchissement des coraux dû au réchauffement des océans et à l'acidification des océans due à l'augmentation des niveaux de dioxyde de carbone dissous, et l'élévation du niveau de la mer due au changement climatique. En raison de leur immensité, les océans sont utilisés également comme un dépotoir de fait pour les déchets humains. Les stratégies correctives comprennent une gestion plus prudente des déchets, un contrôle légal de la surpêche par l'adoption de pratiques de pêche durables et l'utilisation d'une aquaculture et d'une pisciculture respectueuses de l'environnement et durables, la réduction des émissions de combustibles fossiles et la restauration des habitats côtiers et autres habitats marins.

## Eau douce
- Lire la suite

L'eau recouvre 71 % de la surface de la Terre. L'eau salée des océans en totalise 97,5 % pour seulement 2,5 % d'eau douce, dont la majeure partie est enfermée dans la calotte glaciaire de l'Antarctique. L'eau douce restante constitue les lacs, les rivières, les zones humides, se trouve aussi dans le sol, les aquifères et l'atmosphère. Toute vie dépend du cycle global de l'eau alimenté par l'énergie solaire, l'évaporation des océans et des terres pour former de la vapeur d'eau qui condensée donnera de la pluie, et qui demeure la partie renouvelable de l'approvisionnement en eau douce. L'importance au niveau mondial de la préservation de l'eau pour ses services écosystémiques n'a été découverte que récemment : au cours du XXe siècle, plus de la moitié des zones humides du monde ont disparu ainsi que leurs précieux services environnementaux. Les écosystèmes d'eau douce riches en biodiversité déclinent actuellement plus rapidement que les écosystèmes marins ou terrestres, ce qui fait que ce sont les habitats les plus vulnérables au monde. L'urbanisation croissante pollue les réserves d'eau potable et une grande partie de la population mondiale n'a toujours pas accès à une eau consommable et salubre. Dans le secteur industriel, la demande, mieux gérée, a amoindri les taux d'utilisation absolus, mais de plus en plus d'eau est transportée sur de grandes distances depuis des zones naturelles qui en sont riches, vers des zones urbaines à forte densité de population et le dessalement, énergivore, est en pleine croissance. L'accent est désormais mis davantage sur l'amélioration de la gestion des eaux bleues (récoltable) et vertes (eau du sol disponible pour les plantes), et cela s'applique à toutes les échelles de la gestion de l'eau.

## Terre
- Lire la suite

La perte de biodiversité provient en grande partie à la réduction et à la fragmentation de l'habitat dû à l'artificialisation des terres, à la foresterie et à l'agriculture à mesure que le capital naturel est progressivement converti en capital humain. Le changement d'affectation des terres est critique pour le fonctionnement de la biosphère car les modifications des proportions relatives des terres consacrées à l'urbanisation, à l'agriculture, aux forêts, aux terres boisées, aux prairies et aux pâturages ont un effet marqué sur les cycles biogéochimiques terrestres de l'eau, du carbone et de l'azote, ce qui léser les systèmes naturels et humains. À l'échelle humaine locale, les principaux avantages de la durabilité découlent de la recherche de villes vertes et de parcs et jardins durables,.

## Forêts
- Écoforesterie

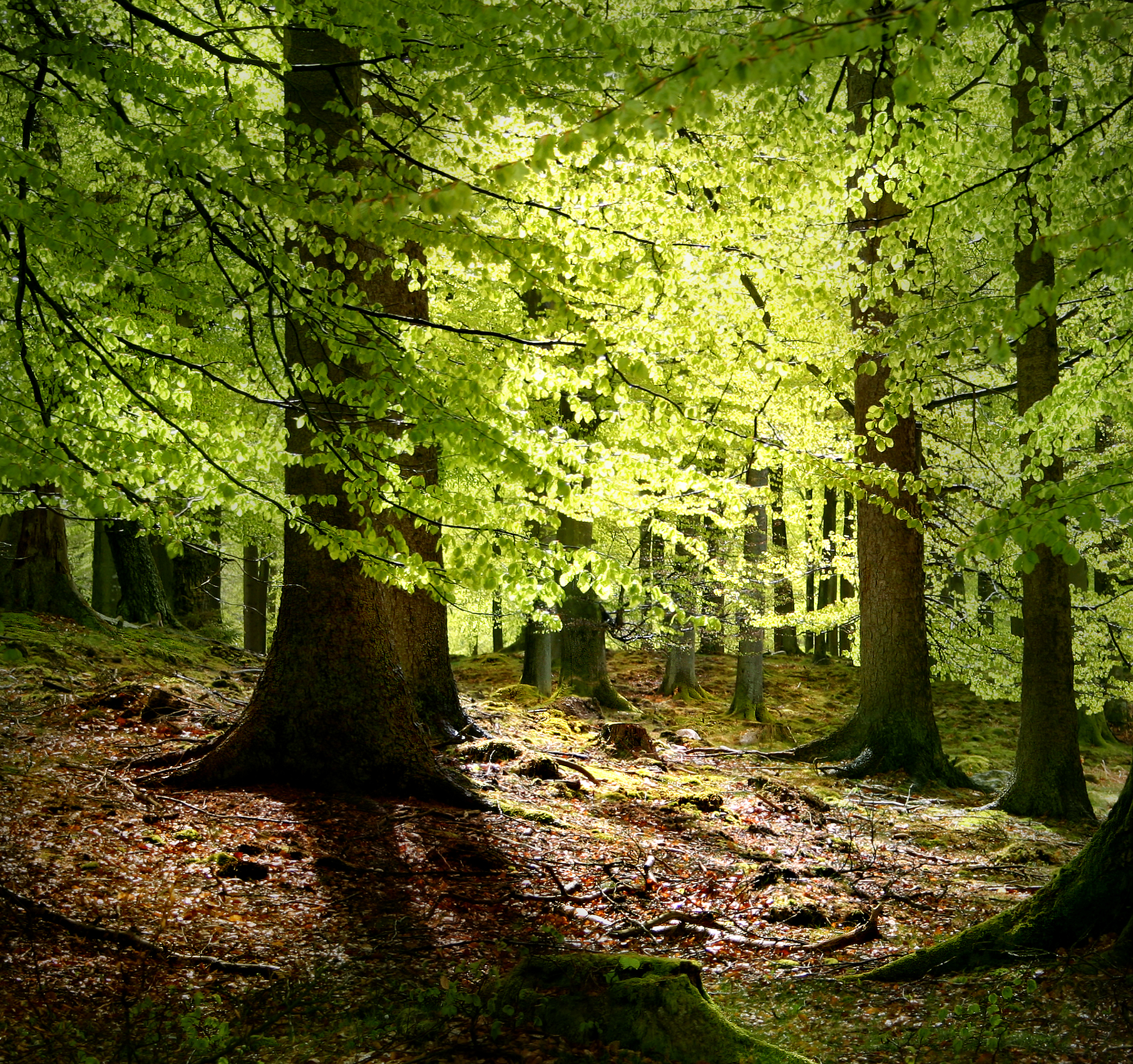
Forêt de hêtres – Gribskov, Danemark

Depuis la révolution néolithique, l'humanité a réduit le couvert forestier mondial d'environ 47 %. Les forêts actuelles occupent environ un quart des terres libres de glace du monde, dont environ la moitié se trouvent sous les tropiques. Sur les terres émergées de climat tempéré et boréal, la superficie forestière augmente de nouveau progressivement (à l'exception de la Sibérie), mais la déforestation dans les zones tropicales est une préoccupation majeure,.
Les forêts tempèrent le climat local et le cycle global de l'eau par leur réflexion de la lumière (albédo) et leur évapotranspiration. Elles accueillent et conservent également la biodiversité, maintiennent la qualité de l'eau, préservent les sols et leur qualité, pourvoient du carburant et des médicaments et purifient l'air. Ces services écosystémiques gratuits n'ayant pas de valeur marchande dans la plupart des systèmes économiques actuels, la conservation des forêts a donc peu d'attrait par rapport aux avantages économiques de l'exploitation forestière et du défrichement qui, par la dégradation des sols et la décomposition organique, émettent du CO2 dans l'atmosphère. L'Organisation des Nations Unies pour l'alimentation et l'agriculture (FAO) estime que près de 90 % du carbone stocké dans le couvert végétal est enfermé dans les arbres, ceux-ci séquestrent environ 50 % de carbone de plus que ce qui est présent dans l'atmosphère. L'accaparement de nouvelles terres et notamment la déforestation, contribue actuellement à environ 20 % des émissions mondiales totales de carbone (l'Indonésie et le Brésil, fortement exploités, sont une source majeure d'émissions). Le changement climatique peut être atténué en séquestrant le carbone dans les programmes de reboisement, les plantations et les produits ligneux. La biomasse ligneuse peut également être utilisée comme combustible renouvelable neutre en carbone. La FAO prédit qu'au cours de la période 2005-2050, la plantation d'arbres bien gérée pourrait permettre l'absorbtion de 10 à 20 % des émissions de carbone gazeux d'origine humaine, c'est pourquoi la surveillance de l'état des forêts du monde doit faire partie d'une stratégie mondiale. Cependant, un autre scénario pourrait surclasser celui de la FAO, avec une étude de l'Union internationale des instituts de recherche forestière en 2009 qui conclut que le stress d'une élévation de température de 2,5° C de moyenne au-dessus des niveaux préindustriels pourrait entraîner la libération de vastes quantités de carbone de sorte que le potentiel des forêts à agir en tant que « puits » de carbone « risque d'être entièrement perdu ».

## Terre cultivée

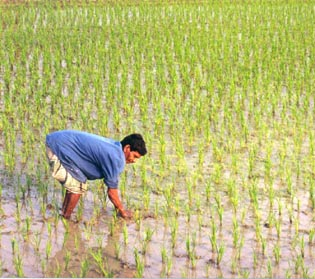
Rizière. Le riz, le blé, le maïs et les pommes de terre représentent plus de la moitié de l'approvisionnement alimentaire mondial

Nourrir plus de sept milliards d'individus pèse lourdement sur les ressources de la Terre. Cela implique l'appropriation d'environ 38 % des terres émergées et d'environ 20 % de leur productivité primaire nette. À cela s'ajoutent les activités, gourmandes en ressources, du secteur agroalimentaire industriel - tout, depuis les besoins des cultures en eau d'irrigation, en engrais synthétiques et en pesticides jusqu'aux coûts des ressources d'emballage alimentaire, du transport (actuellement une part importante du commerce mondial) et de la vente au détail. La nourriture est essentielle à la vie, mais la liste des coûts environnementaux de la production alimentaire industrielle est longue : 
- épuisement de la couche arable, érosion et désertification à cause des labours constants des cultures annuelles
- surpâturage
- salinisation
- sodification
- hydromorphie
- recours massif aux combustibles fossiles
- recours massif aux engrais inorganiques et aux pesticides organiques synthétiques
- réduction de la diversité génétique par la généralisation des monocultures
- épuisement des ressources en eau
- pollution des plans d'eau par ruissellement et contamination des nappes phréatiques
- problèmes sociaux dont le déclin des exploitations familiales et l'affaiblissement des communautés rurales[24].

Tous ces problèmes environnementaux associés à l'agriculture industrielle et à l'agro-industrie sont désormais abordés par des mouvements tels que l'agriculture durable, l'agriculture biologique et des pratiques commerciales plus durables.

## Extinctions

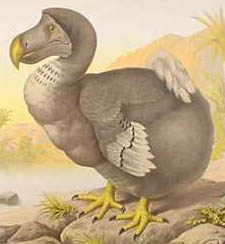
Le dodo éteint (Raphus cucullatus)

Bien que la perte de biodiversité puisse être observée simplement comme une perte d'espèces, une conservation efficace exige la protection des espèces dans leurs habitats et écosystèmes naturels. À la suite des migrations humaines et de la croissance démographique, les extinctions d'espèces ont progressivement augmenté à un rythme sans précédent depuis l'extinction Crétacé-Paléogène[réf. nécessaire]. Connue sous le nom de l'extinction de l'Holocène, l'extinction en cours d'espèces, induite par l'homme, se classe parmi les six événements d'extinction massive de l'histoire de la planète. Certaines estimations scientifiques indiquent que jusqu'à la moitié des espèces actuellement existantes pourraient disparaître d'ici 2100,. Le taux d'extinction actuel est 100 à 1000 fois supérieur à l'ensemble des niveaux préhumains avec plus de 10 % des espèces d'oiseaux et de mammifères menacés, environ 8 % des espèces de plantes, 5 % des espèces de poissons et plus de 20 % des espèces générales vivant en eau douce.
La liste rouge de l'UICN de 2008 prévient que les sécheresses à long terme et les conditions météorologiques extrêmes exercent une pression supplémentaire sur les habitats clés et, par exemple, répertorie 1 226 espèces d'oiseaux menacés d'extinction, soit un huitième de toutes les espèces d'oiseaux,. L'index de la liste rouge désigne également 44 espèces d'arbres d'Asie centrale comme menacées d'extinction à cause de la surexploitation et du développement humain, menaçants les forêts de la région qui renferment plus de 300 ancêtres sauvages de cultivars modernes de fruits et de noix domestiqués.

## Invasions biologiques
- Lire la suite

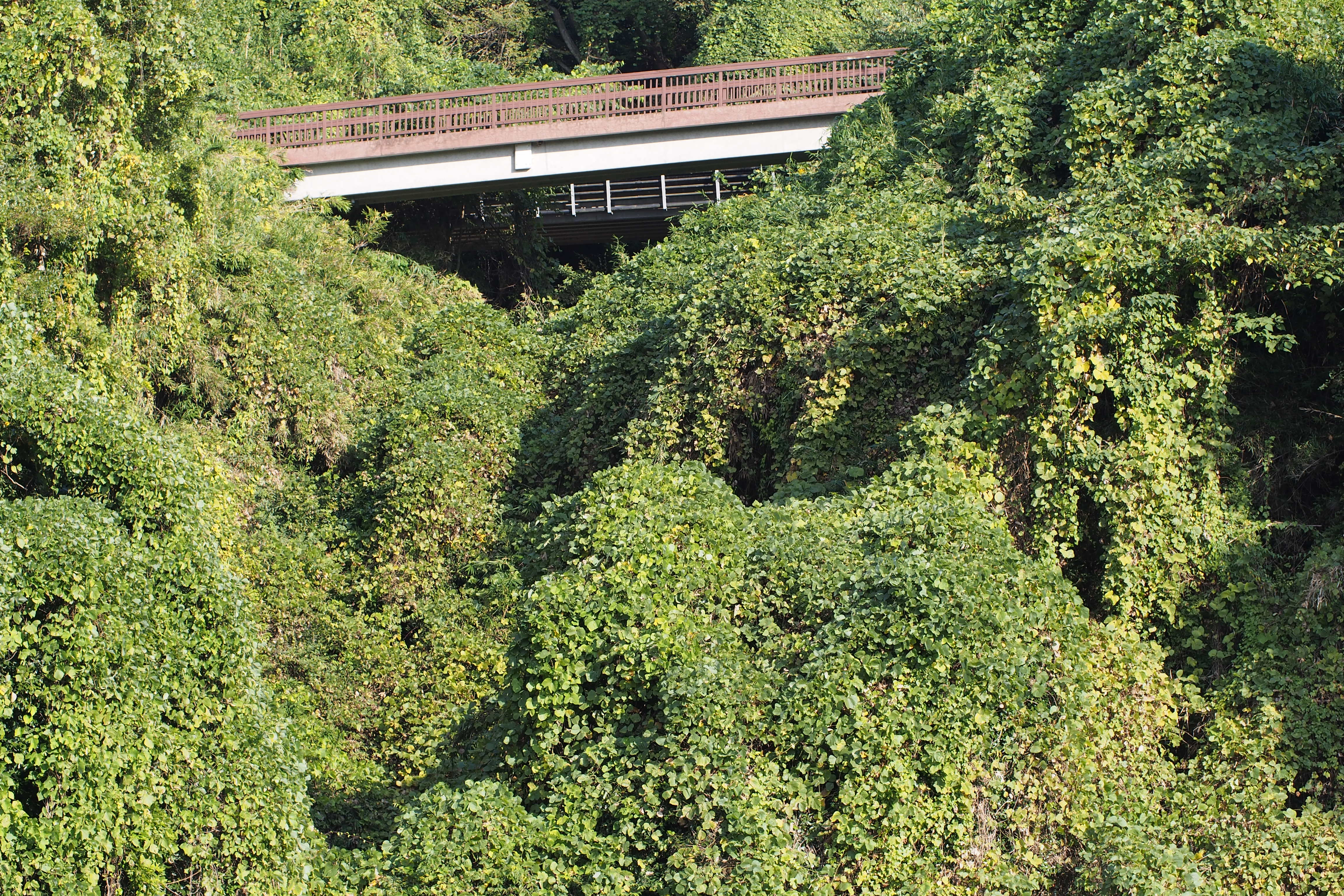
Espèce invasive, le kudzu (Pueraria lobata) étouffant la végétation locale à de nombreux endroits sur Terre, ici à Kobé au Japon.

Dans de nombreuses régions du monde industrialisé, le défrichement des terres pour l'agriculture a diminué mais la plus grande menace pour la biodiversité, après le changement climatique, est devenue l'effet destructeur des espèces envahissantes. Le domaine du transport mondial de plus en plus efficace a facilité la propagation des organismes à travers la planète. Le danger de cet aspect de la mondialisation est clairement illustré par les pandémies  telles que celle le VIH du SIDA, de la maladie de la vache folle, de la grippe aviaire, de la grippe porcine et du COVID-19, mais les plantes et les animaux envahissants ont également un impact dévastateur sur la biodiversité indigène. Non indigènes, ils peuvent rapidement occuper des terres et des zones naturelles où, en l'absence de leurs prédateurs et parasites naturels, ils pullulent. À l'échelle mondiale, ce problème est étudié par le Global Invasive Species Information Network (Réseau mondial d'information sur les espèces envahissantes), et des lois au niveau international sur la biosécurité ont été renforcées pour minimiser les risques de transmission d'agents pathogènes et d'organismes envahissants. De plus, grâce à la Convention de Washington (ou CITES), le commerce des espèces rares et menacées est contrôlé. Au niveau local, les programmes de sensibilisation du public alertent progressivement les communautés, les jardiniers, l'industrie des pépinières, les collectionneurs et les éleveurs d'animaux de compagnie, sur les effets nocifs des espèces potentiellement envahissantes.

## Résistance au changement
Le problème de la durabilité environnementale s'est avéré difficile à résoudre. Le mouvement écologiste moderne a tenté de le résoudre de diverses manières. Mais peu de progrès ont été réalisés, comme en témoignent le dépassement critique de l'empreinte écologique et le manque de progrès effectifs sur le problème du changement climatique. Une partie du fonctionnement humain freine la transition vers un mode de comportement durable. Ce trait systèmique est la résistance au changement systémique. La résistance au changement est également appelée résistance organisationnelle, obstacles au changement ou résistance politique.